# Crispin Ngbundu Malengo
 (septembre 2020).
Crispin Ngbundu Malengo est un homme d’affaires et homme politique congolais. Il est nommé gouverneur de la province de la Mongala  en avril 2019, sous la présidence de Félix Tshisekedi. Il est destitué le 18 décembre 2020.
Il redevient député le 15 mars 2022.